# Zacharias Bohosiewicz
Zacharias Bohosiewicz, polsky Zachariasz Bohosiewicz (16. července 1851 Kuty – 31. října 1911 Černovice), byl rakouský soudce a politik polsko-arménského původu z Bukoviny, na počátku 20. století poslanec Říšské rady.

## Biografie
Pocházel ze starousedlé bukovinské rodiny arménského původu. Patřil do komunity arménských katolíků. Absolvoval státní gymnázium v Černovicích.
Profesí byl právníkem a soudcem. Roku 1875 nastoupil jako právní praktikant na zemský soud v Černovicích. Roku 1876 se stal auskultantem a roku 1878 složil soudcovské zkoušky. V roce 1885 byl jmenován adjunktem okresního soudu v Rădăuți. Roku 1890 pak přešel k zemskému soudu v Černovicích, zatím na nižší post. Zde se roku 1892 stal okresním soudcem ve Storožynci. Od roku 1896 zastával post rady zemského soudu v Storožynci, od roku 1897 rady zemského soudu v Černovicích. Vedl soudní senát v obchodních a později i občanských kauzách. Od roku 1903 působil jako rada vrchního zemského soudu. Do penze odešel roku 1907. Důvodem byly astmatické zdravotní komplikace.
Byl velkostatkářem. Politicky se angažoval. V září 1898 je zmiňován mezi možnými budoucími kandidáty arméno-polského velkostatku do zemského sněmu. Po volbách koncem září 1898 skutečně usedl jako konzervativní arméno-polský poslanec do Bukovinského zemského sněmu. Na sněmu byl členem konzervativní strany. Počátkem ledna 1899 ho pak sněm zvolil i do zemského výboru. V roce 1899 se na sněmu dohodl s rusínským politikem Smal-Stockim, že se po půl roce budou střídat na postu poslance. Poslancem zemského sněmu byl ještě v roce 1908. Tehdy byl zvolen za místopředsedu sněmovního Polského klubu.
Působil i jako poslanec Říšské rady (celostátního parlamentu Předlitavska), kam usedl ve volbách do Říšské rady roku 1901 za kurii velkostatkářskou v Bukovině, II. voličský sbor. Na plénu Říšské rady nevystupoval často, ale odváděl svou práci v parlamentních výborech.
Ve volbách v roce 1901 se uvádí jako arméno-polský kandidát. V únoru 1901 po volbách je uváděn jako poslanec bez klubové příslušnosti.
Zemřel v říjnu 1911. Smuteční rozloučení se konalo v Černovicích, v arménsko katolickém kostele. Pak mělo být tělo převezeno k pohřbu do Banylivu (Russisch Banilla).